# Брштаник
Брштаник (серб. Брштаник / Brštanik) — село в общине Берковичи Республики Сербской Боснии и Герцеговины. В настоящее время село необитаемо.

## Население
Единственная перепись населения проводилась в 1991 году. По её данным, в селе проживало 186 человек, из них 183 хорвата и 3 представителя иных национальностей. В близлежащих районах проживало 509 человек, из них:
- хорваты — 414 чел. (81,34 %);
- босняки — 56 чел. (11 %);
- сербы — 33 чел. (6,48 %);
- прочие — 6 чел. (1,18 %).